# 托米·霍班
托馬斯·麥可·「托米」·霍班（英語：Thomas Michael "Tommie" Hoban；1994年1月24日—）是一位愛爾蘭足球運動員。在場上的位置是中後衛。他也代表愛爾蘭各級國家青年足球隊參賽。